# Жан Франсуа Сюдр
Жан Франсуа Сюдр (фр. Jean François Sudre; 1787 — 1862) — французький музикант, автор ідеї універсальної мови на основі музичних звуків.
Закінчив Паризьку консерваторію. З 1817 року почав займатися створенням штучної мови на музичній основі і в 1823 році представив її перший проект. Принцип універсальної музичної мови Сюдра (фр. Langue Musicale Universelle) - комбінування слів з семи нот діатонічної гами як з літер. У 1820-і роки Сюдр разом зі своїми учнями, скрипалями Едуардом Дельдеве і Шарлем Лазоннером гастролював Францією, демонструючи досвід мови і читання своєму музичною мовою. Пізніше він пропонував його військовому міністерству для оперативної передачі інформації на полі бою за допомогою звуків труби. Сюдр продовжував займатися своїм проектом впродовж усього життя, і в 1850-60-і роки його музична мова зустріла певне визнання французької та міжнародної громадськості. У найбільш завершеній формі проект Сюдра отримав назву сольресоль.